# St Mary the Virgin (Saffron Walden)

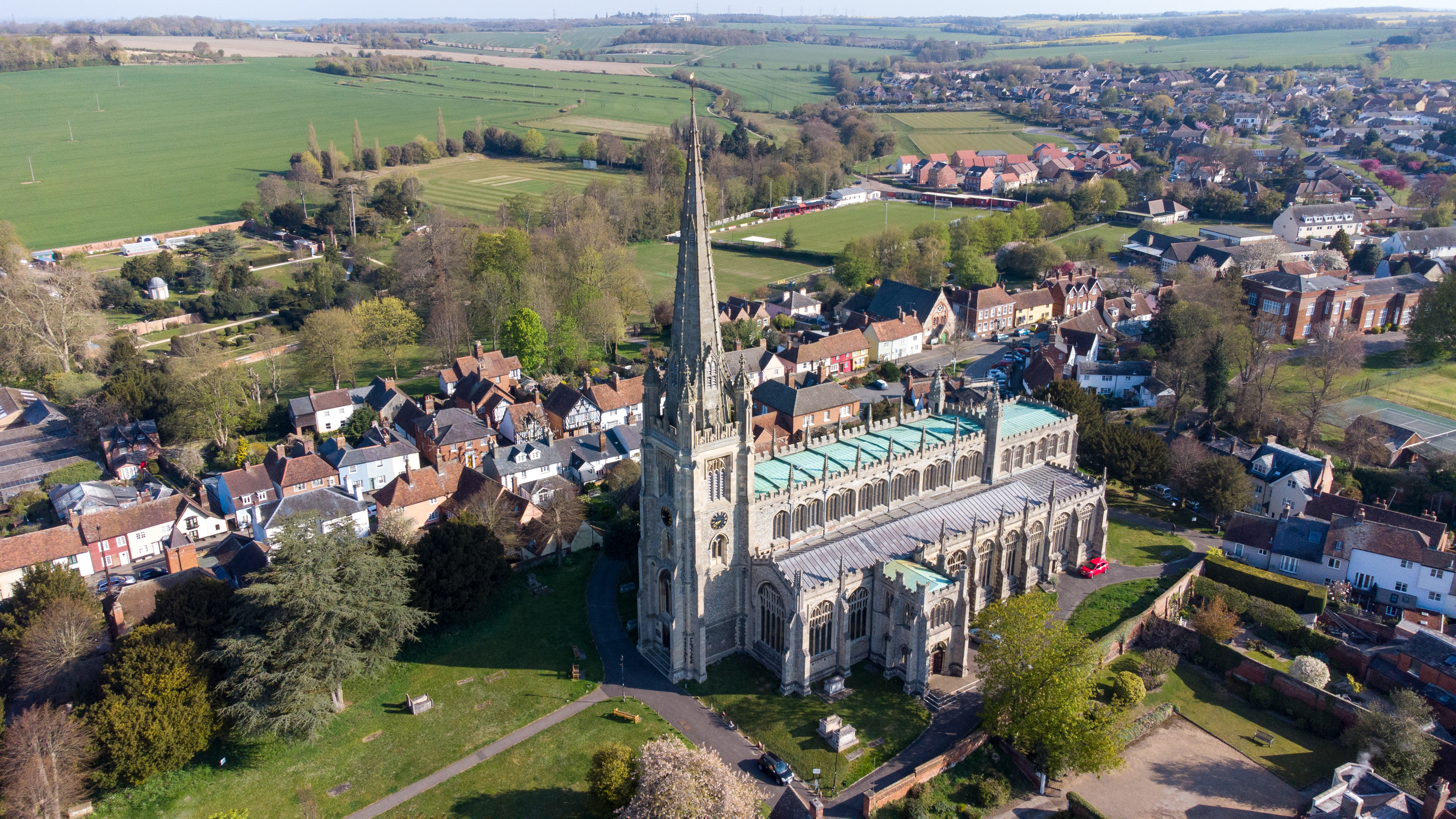
St Mary the Virgin

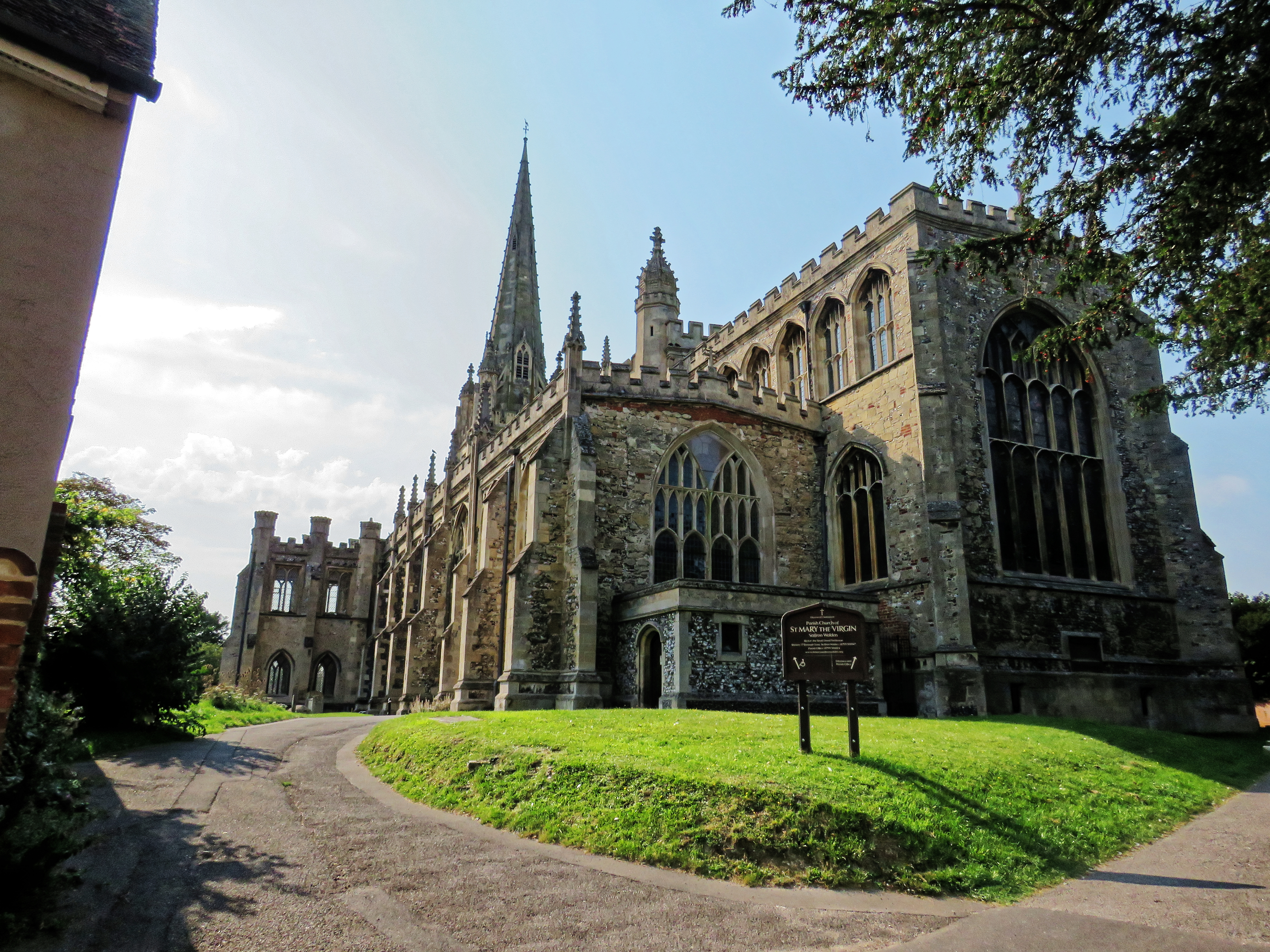
Kirche von Osten

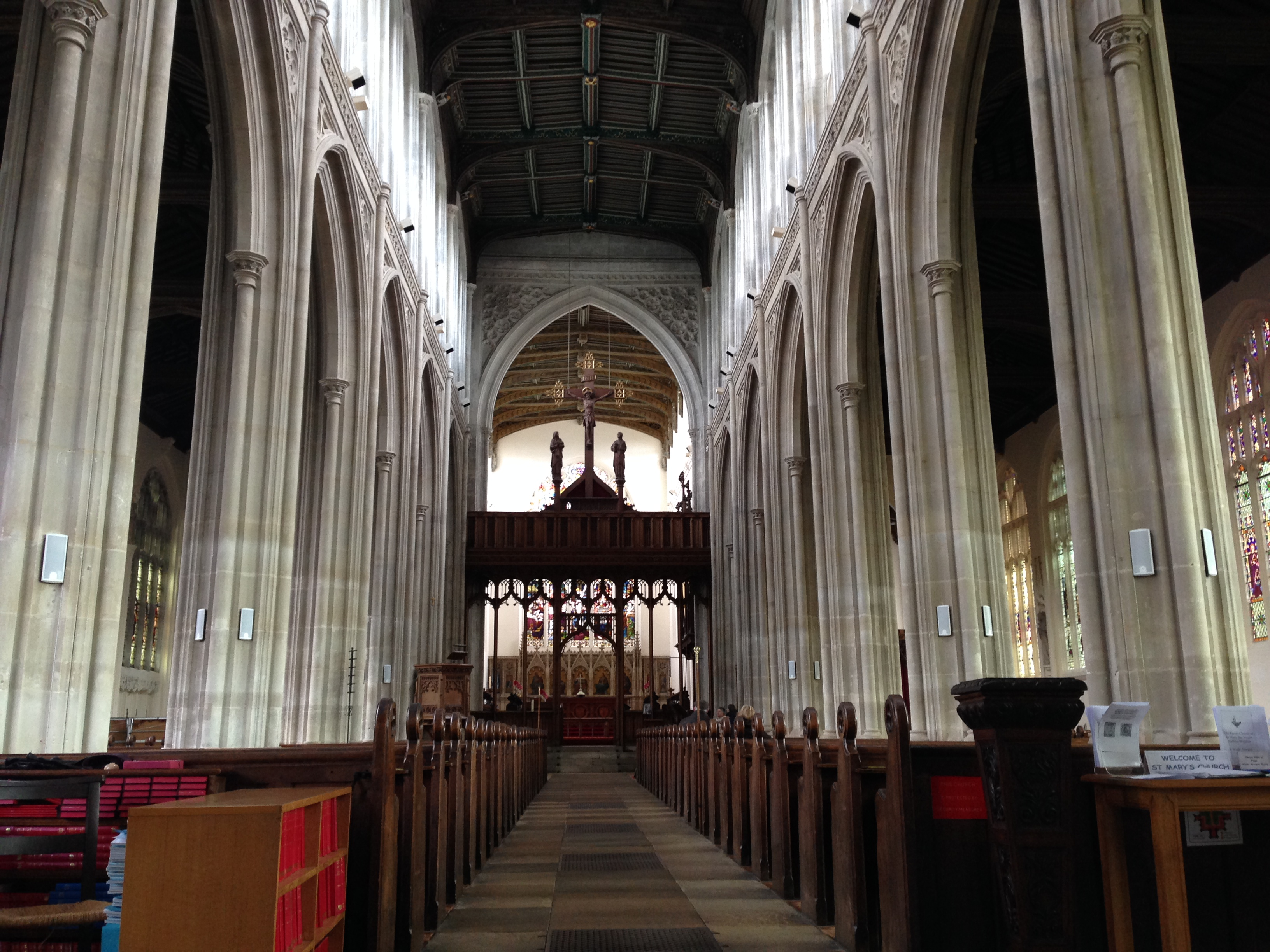
Langhaus und Chor

St Mary the Virgin ist eine Pfarrkirche der Church of England in der Kleinstadt Saffron Walden in der ostenglischen Grafschaft (county) Essex. Sie trägt das Patrozinium der Jungfrau Maria und ist als Grade-I-Bauwerk eingestuft und gehört zum Major Churches Network.

## Lage
Die etwa 15.000 Einwohner zählende Kleinstadt Saffron Walden liegt ungefähr 1 km östlich des River Cam etwa 80 km nordöstlich von London bzw. ca. 24 km südlich von Cambridge in einer Höhe von etwa 55 m. Die St-Mary-the-Virgin-Kirche liegt am nördlichen Ende der Altstadt.

## Geschichte
Die Kirche wurde um die Mitte des 13. Jahrhunderts an der Stelle eines angelsächsischen und eines normannischen Vorgängerbaus errichtet und in den Jahren von 1430 bis 1525 in den Formen des Perpendicular Style weitgehend neu erbaut. Aus dem Jahr 1790 ist ein Blitzschaden überliefert und im Jahr 1832 wurde ein insgesamt ca. 56 m hoher neuer Glockenturm mit einem steinernen Spitzhelm (spire) vorgesetzt.

## Architektur
Die dreischiffige Kirche hat einen basilikalen Wandaufriss; die in einer Höhe von ca. 17 m angebrachten Kassettendecken sind aus Holz gefertigt. Der im unteren Teil noch dem 13. Jahrhundert zugehörige Chor schließt – wie in England üblich – flach und hat ein später hinzugefügtes großes Maßwerkfenster im Perpendicular Style.

## Ausstattung
Das Taufbecken ist ein Werk des 15. Jahrhunderts; im 19. Jahrhundert erhielt es einen baldachinartigen hölzernen Aufsatz. Unterhalb des Triumphbogens zwischen Langhaus und Chor befindet sich eine Chorschranke (chancel screen) aus dem Jahr 1923 mit einer Kreuzigungsgruppe. Die Fensterverglasungen stammen allesamt aus dem 19. Jahrhundert. In der Kirche wurden annähernd 800 Personen begraben; einige Grabplatten sind an den Außenwänden aufgestellt. Die aus dem Jahr 1824 stammende Orgel wurde mehrfach restauriert; eine Besonderheit sind weit in den Raum hineinreichenden Trompetenpfeifen (royal trumpets).